# Lịch sử Tokyo

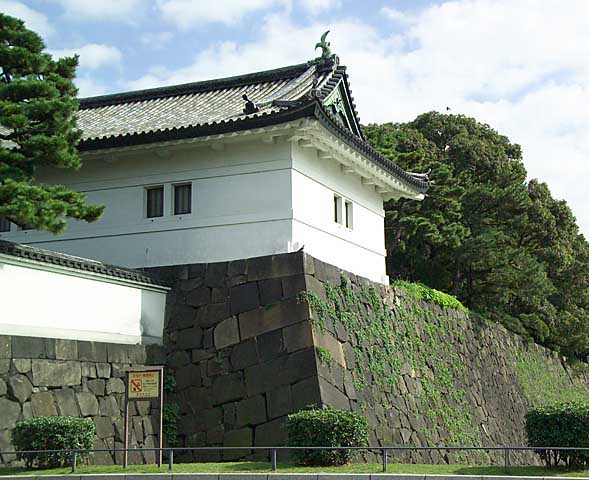
Thành Cổ Edo, nay là Hoàng cung Tokyo

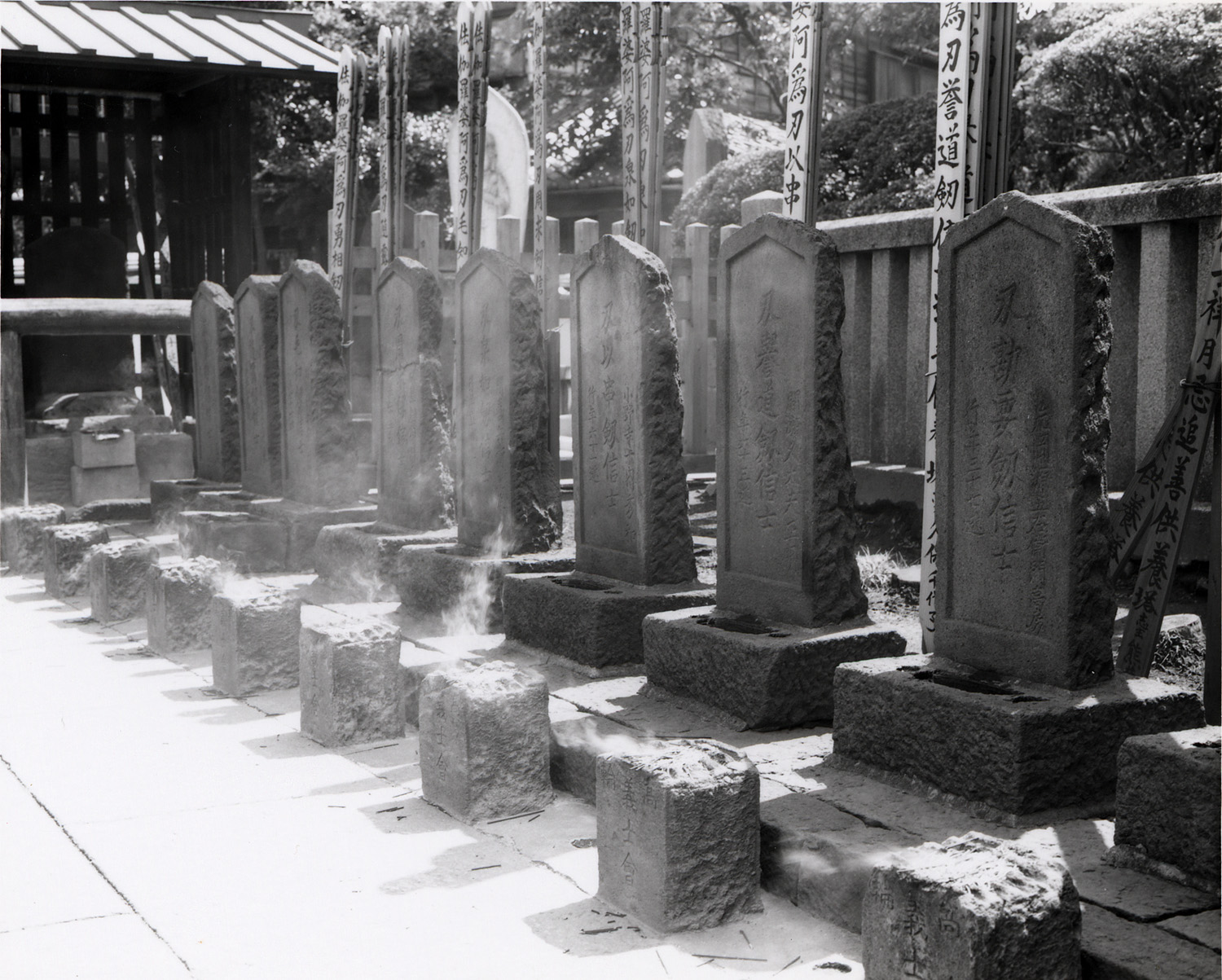
Bia mộ của 47 Ronin tại Đền Sengakuji

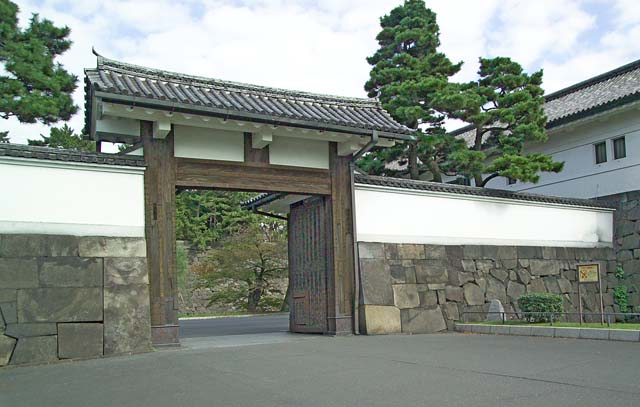
Cửa Sakuradamon của Thành Edo, nơi Ii Naosuke bị ám sát năm 1860.

Lịch sử Tokyo cho thấy được sự phát triển trung tâm đô thị lớn nhất Nhật Bản. Phần phía Đông của Tokyo trong Vùng Kantō, nơi hợp với tỉnh Saitama hiện đại, thành phố Kawasaki và phần Đông của thành phố Yokohama (khu vực Musashi); là một trong các tỉnh áp dụng hệ thống luật ritsuryō, hệ thống pháp luật lịch sử dựa trên triết lý của Khổng giáo và Phật giáo Trung Quốc tại Nhật Bản.
23 quận đặc biệt của Tokyo, trong đó có Toshima, Ebara, Adachi và Katsushika tạo nên vùng trung tâm của Tokyo. Tây Tokyo là quận Tama. Ngôi chùa Phật giáo lâu đời nhất ở Tokyo là Sensō-ji in Asakusa. Làng mạc Edo bắt đầu được hình thành từ Thời Kỳ Kamakura.

## Thời kỳ Sengoku
Đồng bằng Kanto hình thành từ 3000 năm trước Công Nguyên; Tokyo hiện đại vẫn giữ một số tên cũ từ xa xưa để đặt cho một số khu vực ngày nay. Hirakawa-mura, một ngôi làng chuyên trồng trọt và chăn nuôi bên bờ sông Hira, đã có một vị trí chiến lược, cai quản đất, biển, và tuyến đường thủy ở vùng Đồng bằng Kanto. Vào Thời kỳ Kamakura (thế kỷ 12), Edo Shigenaga, thống đốc quân sự của vùng Kanto rộng lớn, dựng lên thành của mình ở đây, gọi nó là Edojuku.
Việc xây dựng Thành Edo được giao cho Ōta Dōkan, một chư hầu của Uesugi Mochitomo, bắt đầu từ năm 1457 trong Thời Muromachi nay là Khu vườn Đông của Hoàng cung. Các đền, chùa và nhà thờ được xây dựng gần đấy. Các thương gia phát triển doanh nghiệp, phát triển và mở mới các tuyến đường vận chuyển. Hōjō Ujitsuna đặt chân vào thành Edo năm 1524.

## Thời kỳ Momoyama
Năm 1590, tướng Tokugawa Ieyasu tự lập (tự phong) ở Edo.

## Thời Edo hay Thời Tokugawa, 1603-1868
Đến 1590, tướng Tokugawa Ieyasu chọn Edo là đầu não quân sự, đặt định cư quanh khu Edojuku tầm trăm căn nhà. Ieyasu tập hợp các chiến binh và thợ thủ công, tăng cường sức mạnh cho thành Edojuku bằng các chiến hào, cầu, phát triển thêm cơ sở vật chất. Thời Edo (Edo jidai) bắt đầu khi Tokugawa Ieyasu trở thành Mạc chúa năm 1603. Ông là nhà cai trị có hiệu quả của Nhật Bản, và Edo của ông đã trở thành một thành phố mạnh mẽ và hưng thịnh như là thủ đô quốc gia. Tuy nhiên, về pháp lý Kyoto vẫn là thủ đô, nhưng Nhật Hoàng thực sự không nắm trong tay quyền lực.
Phần bao ngoài của Thành Edo được hoàn thành năm 1606.
Thời kỳ này được đánh dấu bởi sự phát triển liên tiếp mặc dù đôi chút bị gián đoạn bởi các thảm họa tự nhiên, bao gồm hỏa hoạn, động đất và lũ lụt. Thậm chí hỏa hoạn phổ biến đến nỗi được gọi vui là "hoa của Edo".
Vào năm 1657, Đại hỏa hoạn Meireki và một trận hỏa hoạn thảm khốc khác vào năm 1668 kéo dài suốt 45 ngày đã phá hủy phần lớn thành phố.

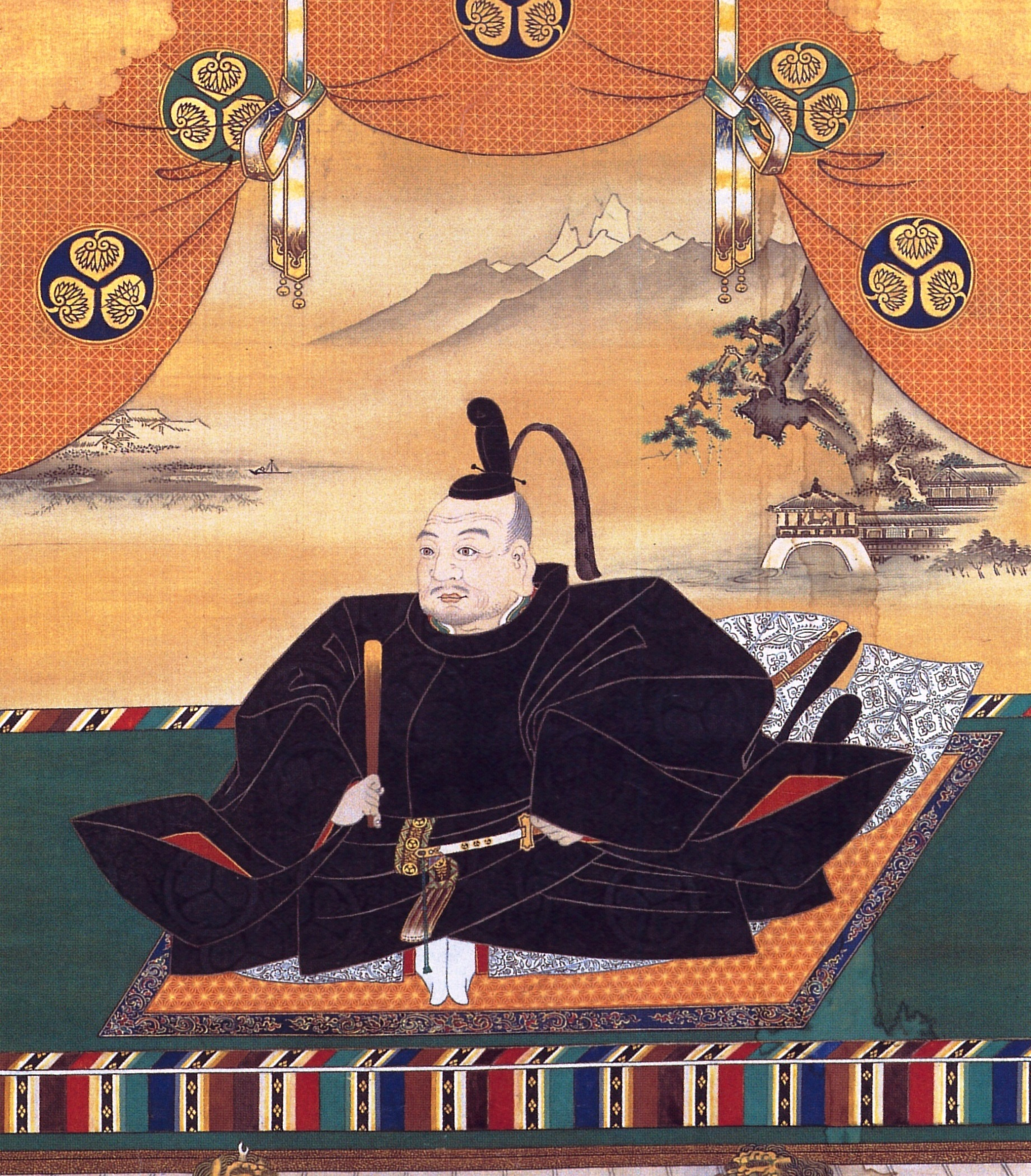
Tokugawa Ieyasu

### Hệ thống chính trị
Hệ thống chính trị Tokugawa dựa trên kiểm soát kiểu phong kiến và quan liêu, do đó Tokyo thiếu một chính quyền nhất thể. Trật tự xã hội được duy trì bởi tập hợp các chiến binh, nông dân, thợ thủ công, và doanh nhân. Edo dần trở thành trung tâm kinh tế, chính trị, văn hóa của Nhật và là thành phố lớn nhất thế giới vào thế kỷ 18, với dân số trên một triệu người năm 1800. Edo đi đầu về các thay đổi xã hội, kinh tế so với toàn bộ Nhật Bản thời kỳ 1650-1860. Nhu cầu về tài nguyên và con người cao, thu hút dân nhập cư tăng, tạo được ra nhiều mô hình giao thương mới, cải thiện rõ rệt chất lượng cuộc sống.

### Ruồng bỏ Burakumin
Tokugawa Edo rất hà khắc với các nhóm bộ lạc thiểu số và vô gia cư. Edo áp đặt rất nhiều hạn chế lên những người này còn gọi là "kawata," "eta" và "hinin" (nghĩa đen là "không phải con người"), pháp luật được áp dụng cũng nghiêm khắc hơn, gọi đây là việc ngăn chặn "ô nhiễm" và "dơ bẩn". Điều này làm cho hệ thống chính trị càng mang tính thành kiến và không khoan dung.

### Quyền sở hữu đất của địa phương và chính quyền
Thành phố có hai loại quyền sở hữu đất là bukechi và chochi. Hệ thống Bukechi - samurai, thường được sử dụng cho đất thổ cư. Việc mua và bán loại này đều không được phép, vì vậy giá trị của những thửa đất kiểu này không xác định được. Hệ thống Chochi áp dụng với dân thường, thương nhân, thợ thủ công, cho cả mục đích để ở hoặc thương mại. Chochi công nhận quyền sở hữu tư nhân; mỗi mảnh đất đều có giá trị xác định. Trong những năm 1870, Minh Trị Duy Tân cải cách và xóa bỏ hệ thống samurai, toàn bộ đất bukechi bị áp dụng luật chochi, từ đó xóa bỏ được một trong nhiều đặc quyền quan trọng của một bộ phận giai cấp phong kiến. Tuy không có cơ quan trung ương nào ở Tokyo, nhưng hệ thống các quận, huyện địa phương khá phức tạp. Các quyết định tại mỗi quận được đưa ra bởi machi bugyó (thường là hai người nam giới). Họ đưa ra các quyết định hành chính và chuyển lên cấp trên toshiyori (thường là ba người, cha truyền con nối). Nanushi, hay người lãnh đạo sẽ cầm quyền trên mỗi khu vực, mỗi khu vực này có hàng tá các thị trấn con. Sau năm 1720, nanushi được tổ chức lại thành 20 phường hội. Việc bảo vệ đô thị chỉ toàn những căn nhà gỗ khỏi hỏa hoạn là một thách thức rất lớn; vào năm 1657, một trận hỏa hoạn lớn đã thiêu rụi tới hai phần ba Edo, làm chết 100,000 người. Thường thì các thành phố lớn không thể tự cung cấp đủ gạo cho bản thân, do đó chính phủ có một hệ thống kho thóc để giải quyết tình trạng này. Machikaisho là một kho thóc rất lớn được xây dựng trong thời kỳ Cải cách Kansei. Điều này cũng góp phần làm tăng sức mạnh chính phủ, những kho thóc kiểu này dùng khi có thành phố nào thiếu lương thực hoặc cho các điền chủ vay với lãi suất thấp.

### Hệ thống trường học
Với luật Tokugawa, chỉ một số ít các trường ưu tú giảng dạy các tác phẩm văn học. Những trường tiêu biểu khác là Shoheiko (1790) nghiên cứu Nho giáo cổ điển, Kaiseigo (1885) nghiên cứu Tây học, và Igakusho (1863) nghiên cứu y học phương Tây. Năm 1877, cả ba hợp lại thành Đại học Tokyo.

### Dấu mốc quan trọng
- 1707 Xảy ra vụ phun trào Hoei của núi Phú Sĩ.[10][11]
- 1721 Edo trở thành thành phố lớn nhất Thế giới với khoảng 1,1 triệu dân.[12]
- 1772 Đại hỏa hoạn Meiwa làm thương vong khoảng 6,000 người.[13]
- 1855 Đại động đất Edo gây ra nhiều thiệt hại đáng kể.[14][15]
- 1860 Ii Naosuke, người ủng hộ mở cửa Nhật Bản giao lưu với phương Tây bị một samurai nổi loạn bài ngoại ám sát.[16] Cuối thời kỳ bakumatsu được đánh dấu bằng sự gia tăng các hoạt động chính trị ở Edo và sự xung đột liên quan đến các mối quan hệ với phương Tây.
- 1867 Vị shogun cuối cùng của Nhật Bản, Tokugawa Yoshinobu chấm dứt thời kì shogun Nhật Bản khi ông đầu hàng và quyền lực giờ năm trọn trong tay Hoàng đế.[17]
- 1868 Nhà vua lần đầu tới Tokyo, và Thành Edo trở thành Cung điện Hoàng gia.[18]

## Minh Trị Duy Tân

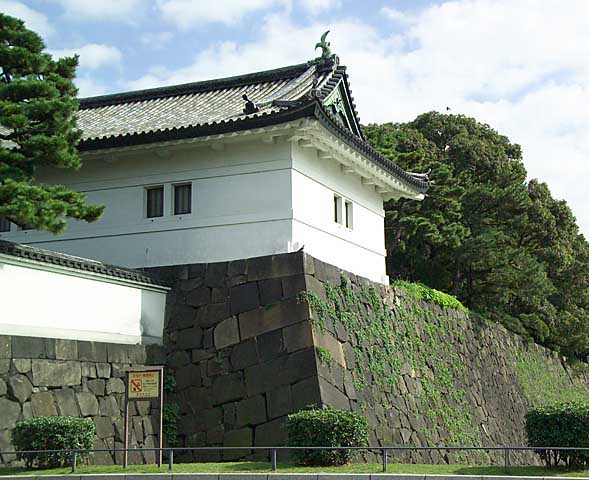
Thành Cổ Edo, nay là Hoàng cung Tokyo

Năm 1868, quân đội Thiên hoàng đã chiếm giữ Edo kết thúc chế độ Tokugawa. Sau khi chiến thắng các lực lượng Tokugawa tại Toba-Fushimi vào tháng một, Các thủ lĩnh Tokugawa bị đi đày. Edo được đổi tên thành Tokyo ["Kinh đô phía Đông"] và Thiên hoàng Minh Trị, lúc đó 16 tuổi, rời đô từ Kyoto về đây. Những người dân thường ít bị biến động bởi những sự thay đổi này, nhưng họ thường càu nhàu về vật giá leo thang như gạo, cá, và sự sụp đổ của Chế độ Mạc Phủ cũ. Các ý kiến hoài nghi thường xuất hiện trên báo, bảng tin, truyền đơn, và bản in khắc gỗ.

### Giáo dục
Vào thời kỳ Minh Trị, các trường học của chính phủ được củng cố và tập hợp thành Đại học Hoàng gia Tokyo vào năm 1877 chú trong đến chuyên môn, phương Tây, đặc biệt là khoa học và công nghệ. Nhiều cố vấn trở về từ Châu Âu và Mỹ. Kikuchi Dairoku (1855-1917), một nhà toán học tốt nghiệp Đại học Cambridge ở Luân Đôn, trở thành hiệu trưởng. Các trường cao cấp khác được chuyển thành các trung tâm nghiên cứu và xuất bản đứng đầu bởi những chuyên gia danh tiếng tầm quốc gia. Tất cả đều đặt dưới sự kiểm soát chặt chẽ từ Bộ Giáo dục. Các trường đại học sớm đóng một vai trò trong chính trị quốc gia. Các nghiên cứu về pháp luật phát triển nhanh chóng tại Đại học Tokyo, làm cho các trường đại học sau đó (và bây giờ) là nguồn cung cấp nhân viên hàng đầu cho các văn phòng hành chính. Vì thế, đến những năm 1880, các trường đại học đã trở thành một công cụ chính trị vô giá cho sự quan liêu của chính phủ.

### Quy hoạch đô thị
Dân số tăng đều đặn từ 860.000 người năm 1882 lên tới 1,2 triệu người năm 1890 và 2,0 triệu người năm 1905. Trong những thập niên 1870 và 1880, các nhà lãnh đạo các quốc gia tham gia vào các cuộc thảo luận căng thẳng về tương lai của thủ đô Tokyo. Từ 1869 đến 1871 Các quan chức đã thử nghiệm với "Hệ thống Năm mươi quận" để tăng cường kiểm soát dân số. Đến năm 1871 Hệ thống quận Lớn - Nhỏ được ban hành. Đã có một sự chú trọng mới về các tiêu chuẩn thẩm mỹ của thành phố, cũng như cải thiện cơ sở hạ tầng và dịch vụ được xem là cần thiết để duy trì và phát triển.

#### Bảo tàng
Lịch sử Tokyo cho thấy được sự phát triển trung tâm đô thị lớn nhất Nhật Bản. Phần phía Đông của Tokyo trong Vùng Kantō, nơi hợp với tỉnh Saitama hiện đại, thành phố Kawasaki và phần Đông của thành phố Yokohama (khu vực Musashi); là một trong các tỉnh áp dụng hệ thống luật ritsuryō, hệ thống pháp luật lịch sử dựa trên triết lý của Khổng giáo và Pháp gia Trung Quốc tại Nhật Bản.
Thủ đô Tokyo trở thành trung tâm của những tài sản văn hóa lớn nhất cả nước. Điển hình như "Horyuji Homotsukan" [Hall of Horyuji Treasures] của Bảo tàng Quốc gia Tokyo trưng bày nhiều cổ vật từ Đền Horyuji, tỉnh Nara. Machida Hisanari (1839–97), là "cha đẻ" của bảo tàng Quốc gia, ông sử dụng các bộ sưu tập này nhằm phục hồi chế độ quân chủ.

### Công viên
Các công viên thành phố là nơi có điểm nhấn, thư giãn, giải trí từ lâu đã trở thành ưu tiên cho các nhà phát triển thành phố Châu Âu và Châu Mỹ giữa thế kỷ 19. Các lãnh đạo Minh Trị cũng có các kế hoạch xây dựng công viên thành phố nhìn chung làm tăng tính hiện đại của Tokyo giống như những gì mà phương tây đã đạt được. Bắt đầu với hai khu vực đại diện: một ở quận phía Bắc kết nối với Tokugawa; và một ở khu vực bình nguyên sát với Cung điện hoàng gia. Chúng trở thành mô hình mẫu cho các công viên khác chung quanh thành phố.

### Động đất Kanto 1923

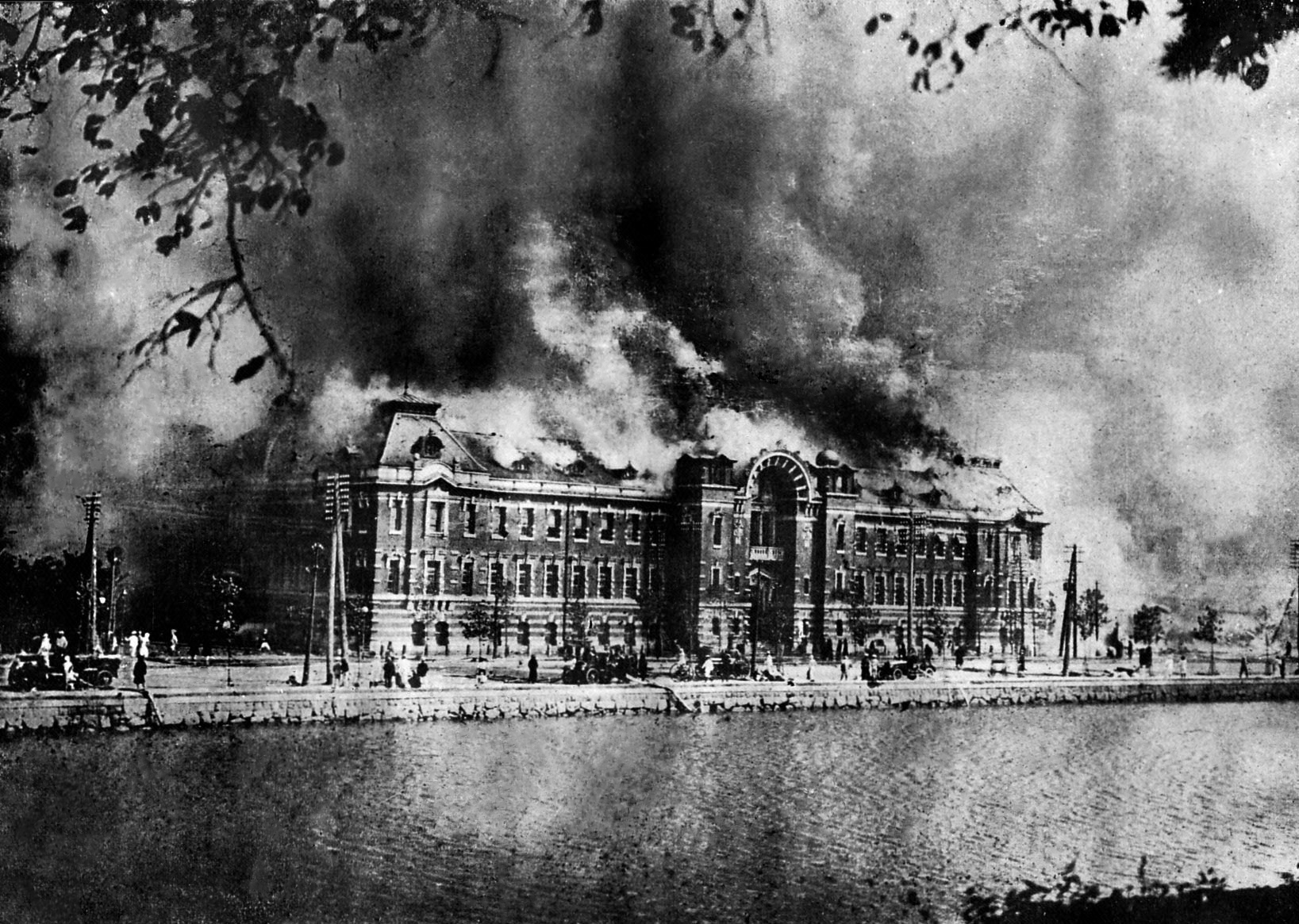
Sở Cảnh sát đô thị bị cháy tại Tokyo, gần Công viên Hibiya trong trận động đất 1923.

Vào buổi trưa vào ngày thứ bảy tháng 1 năm 1923, trận động đất 8,3 độ Richter. Tâm chấn ở Vịnh Sagami, khoảng 80 km về phía nam của Tokyo, mảng nền 10000 kilomet vuông Philipin tác động với mảng lục địa Á - Âu là nguyên nhân của cuộc động đất này. Vài phút sau đó là sóng thần, với một chiều cao 12 mét. Khi đám cháy lan khắp Tokyo, 75% các tòa nhà bị kiến trúc bị hư hại nghiêm trọng. Động đất cũng làm hư hại hầu hết nguồn nước. Với dân số 4,5 triệu, 2% đến 3% đã bị thiệt mạng. Hai triệu người vô gia cư. Hai phần trăm của Tổng thu nhập quốc nội Nhật Bản bị mất. Thực phẩm và quần áo đã được cung cấp bởi một nỗ lực cứu trợ quốc tế sau đó.
Một số người giải thích Đại thảm họa động đất Kantō 1923 như một hành động của thần linh trừng phạt để răn đe những người Nhật Bản tự cho họ là trung tâm, vô đạo đức, và sống phóng túng. Trong thời gian dài sau, thảm họa lại được cho là một cơ hội tuyệt vời để xây dựng lại thành phố, và để dựng lại những giá trị tinh túy.
Trong quá trình tái thiết, nhiều kiến trúc gỗ cũ được thay thế các công trình hiện đại sử dụng bê tông cốt thép kiểu châu Âu. Nhiều đường cao tốc kiểu mới thay thế các đường phố hẹp xoắn trước đây. Hệ thống tàu điện ngầm được mở lần đầu vào năm 1927 và một sân bay vào năm 1931. Tới năm 1935, dân số của thành phố đã là 6,36 triệu lớn hơn trước khi động đất xảy ra, và đã gần bằng London hay New York. Các "Trung tâm cấp hai" hay các "đô thị vệ tinh" (fukutoshin) như Shinjuku, Shibuya và Ikebukuro đã tăng nhanh chóng. Các vùng bao quanh này được sáp nhập vào Tokyotrong năm1943.
Trái ngược với London, nơi mà tỷ lệ nhiễm bệnh thương hàn đã giảm từ những năm 1870, tỷ lệ này ở Tokyo vẫn cao đặc biệt là ở vùng dân cư cao cấp các quận phía bắc và phía tây quận so với tầng lớp lao động ở phía đông. Có giải thích là do sự suy giảm xử lý rác thải, phương pháp xử lý rác thải truyền thống biến mất do đô thị hóa. Trận động đất 1923 dẫn đến gia tăng các bệnh tật do điều kiện mất vệ sinh sau trận động đất, nó nhắc nhở rằng việc đảm bảo vệ sinh phải đi đôi với xây dựng lại cơ sở hạ tầng.

### Sự kiện quan trọng
- Cullen, Louis M. (2003). A History of Japan, 1582-1941: Internal and External Worlds. Cambridge: Cambridge University Press. ISBN 9780521821551; ISBN 9780521529181; OCLC 50694793
- Iwao, Seiichi, Teizō Iyanaga, Susumu Ishii, Shōichirō Yoshida et al. (2002). Dictionnaire historique du Japon. Paris: Maisonneuve & Larose. ISBN 978-2-7068-1632-1; OCLC 51096469
- Nussbaum, Louis-Frédéric and Käthe Roth. (2005). Japan encyclopedia. Cambridge: Harvard University Press. ISBN 978-0-674-01753-5; OCLC 58053128
- Ponsonby-Fane, Richard Arthur Brabazon. (1956). Kyoto: The Old Capital of Japan, 794-1869. Kyoto: Ponsonby Memorial Society. OCLC 182637732
- Titsingh, Isaac. (1834). Nihon Odai Ichiran; ou, Annales des empereurs du Japon. Paris: Royal Asiatic Society, Oriental Translation Fund of Great Britain and Ireland. OCLC 5850691.

## Mở rộng
- Cybriwsky, Roman. Historical Dictionary of Tokyo (2011) excerpt and text search
- Cybriwsky, Roman. Tokyo: The Shogun's City at the Twenty-first Century. (1998). 260 pp.
- Edoin, Hoito. The Night Tokyo Burned. (1987). 272 pp. On March 1945
- Fiévé, Nicolas and Paul Waley, eds. Japanese capitals in historical perspective: place, power and memory in Kyoto, Edo and Tokyo (2003)
- Forbes, Andrew; Henley, David (2014). 100 Famous Views of Edo. Chiang Mai: Cognoscenti Books. ASIN: B00HR3RHUY
- Hastings, Sally Ann. Neighborhood and Nation in Tokyo, 1905-1937 (1995),
- McClain, James L., John M. Merriman and Ugawa Kaoru. Edo and Paris: Urban Life and the State in the Early Modern Era (1997) excerpt and text search
- Mansfield, Stephen. Tokyo A Cultural History (2009)
- Masai, Y. "Tokyo: From a feudal million city to a global supercity," Geographical Review of Japan (1990) 63(B-1): 1–16
- Naito, Akira, and Kazuo Hozumi. Edo, the City that Became Tokyo: An Illustrated History (2003)
- Nishiyama, Matsunosuke. Edo Culture: Daily Life and Diversions in Urban Japan, 1600-1868 (1997)
- Novhet, Nohel, and Michele Mills. The Shogun's City: A History of Tokyo (1989)
- Raz, Aviad E. Riding the Black Ship: Japan and Tokyo Disneyland. (1999). 240 pp.
- Rozman, Gilbert. "Edo's Importance in the Changing Tokugawa Society." Journal of Japanese Studies 1974 1(1): 91-112. ISSN 0095-6848 in JSTOR
- Seidensticker, Edward. Tokyo from Edo to Showa 1867-1989: The Emergence of the World's Greatest City (2010) 650pp excerpt and text search; previously published as Seidensticker, Low City, High City: Tokyo from Edo to the Earthquake (1983), and Tokyo Rising: The City since the Great Earthquake. (1990). 384 pp. online book review Lưu trữ ngày 10 tháng 8 năm 2007 tại Wayback Machine
- Siebert, Loren. "Using GIS to Document, Visualize, and Interpret Tokyo's Spatial History." Social Science History 2000 24(3): 536-574. ISSN 0145-5532 online Lưu trữ ngày 15 tháng 10 năm 2008 tại Wayback Machine
- Smith, Henry D., II. "Tokyo as an Idea: an Exploration of Japanese Urban Thought until 1945." Journal of Japanese Studies 1978 4(1): 45-80. ISSN 0095-6848 in Jstor

### Luận văn
- Brown, Arlo Ayres, III. "The Great Tokyo Riot: The History and Historiography of the Hibiya Incendiary Incident of 1905." PhD dissertation Columbia U. 1986. 425 pp. DAI 1986 47(3): 1025-A. DA8610746 Fulltext: ProQuest
- Freedman, Alisa D. "Tracking Japanese Modernity: Commuter Trains, Streetcars, and Passengers in Tokyo Literature, 1905-1935." PhD dissertation U. of Chicago 2002. 300 pp. DAI 2002 63(4): 1347-A. DA3048377 Fulltext: ProQuest
- Griggs, M. Pierce. "From Civilizing to Expertizing Bureaucracy: Changing Educational Emphasis in Government-Supported Schools of Tokyo (Edo) during the Tokugawa Period and Early Meiji Era." PhD dissertation U. of Chicago 1997. 303 pp. DAI 1998 58(10): 4031-A. DA9811860 Fulltext: ProQuest
- Karacas, Cary Lee. "Tokyo from the Fire: War, Occupation, and the Remaking of a Metropolis." PhD dissertation U. of California, Berkeley 2006. 333 pp. DAI 2007 67(8): 3111-A. DA3228373 Fulltext: ProQuest
- Miller, Ian Jared. "The Nature of the Beast: The Ueno Zoological Gardens and Imperial Modernity in Japan, 1882-1945." PhD dissertation Columbia U. 2004. 273 pp. DAI 2007 68(1): 304-A. DA3249167 Fulltext: ProQuest
- Phillips, David Peter. "Intersections of Modernity and Tradition: An Urban Planning History of Tokyo in the Early Meiji Period (1868-1888)." PhD dissertation U. of Pennsylvania 1996. 241 pp. DAI 1996 57(4): 1879-A. DA9627986 Fulltext: ProQuest
- Tajima, Kayo. "The Marketing of Urban Human Waste in the Edo/Tokyo Metropolitan Area: 1600-1935." PhD dissertation Tufts U. 2005. 189 pp. DAI 2005 66(3): 1123-A. DA3167536 Fulltext: ProQuest
- Takenaka-O'Brien, Akiko. "The Aesthetics of Mass-Persuasion: War and Architectural Sites in Tokyo, 1868-1945." PhD dissertation Yale U. 2004. 549 pp. DAI 2004 65(3): 730-A. DA3125312 Fulltext: ProQuest